# James Townsend Mackay
James Townsend Mackay ( * 1775 – 1862 ) fue un distinguido botánico, briólogo y micólogo escocés, y que vivió en Irlanda.
Fue curador de los "Jardines Botánicos College" de Dublín, donde fue director en 1808. Hizo una valiosa contribución al estudio de la botánica irlandesa con su Flora Hibernica (Dublín, 1836). Falleció, probablemente en Dublín, el 25 de julio de 1862.

## Algunas publicaciones

### Libros
- Mackay, JT. 1825. A Catalogue of Indigenous Plants of Ireland"
- ----. 1836a. Flora Hibernica, Comprising the Flowering Plants, Ferns, Characeae, Musci, Hepaticae, Lichenes and Algae of Ireland, Arranged According to the Natural System, with a Synopsis of the Genera According to the Linnean System 1. Ed. William Curry Jun & Co. i-xxxiv, 354 pp. ISBN 0-217-83516-3
- ----. 1836b. Flora Hibernica, Comprising the Flowering Plants, Ferns, Characeae, Musci, Hepaticae, Lichenes and Algae of Ireland, Arranged According to the Natural System, with a Synopsis of the Genera According to the Linnean System 2. Ed. William Curry Jun & Co. 279 pp.

## Honores
En su honor se nombró al género Mackaya Harv. 1859
- La abreviatura «J.Mackay» se emplea para indicar a James Townsend Mackay como autoridad en la descripción y clasificación científica de los vegetales.[3]

## Fuente
- Ainsworth, GC. 1996. Brief Biographies of British Mycologists p. 114